# ملاذ ضريبي

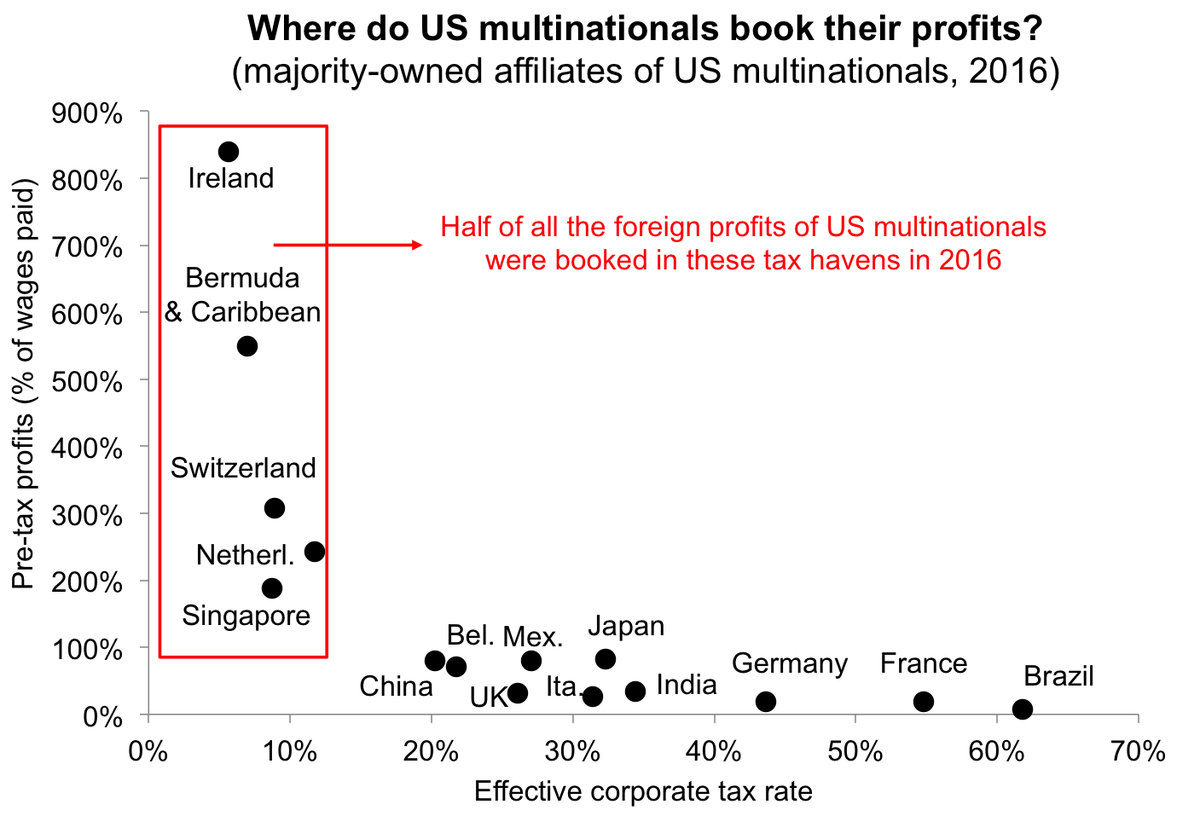

الملاذ الضريبي أو جنة ضرائبية هو منطقة تفرض بعض الضرائب أو لا تفرض أي ضرائب على الإطلاق أو هي دول تتمتع أنظمتها المصرفية بقوانين صارمة لتحافظ على سرية حسابات عملائها الأجانب فتساعدهم على التهرب من دفع الضرائب في بلادهم الأصلية.
يمكن للأفراد و/أو الشركات أن تجد نفسها تحت ضغط الإغراء للانتقال إلى المناطق التي تنخفض فيها معدلات الضرائب. وهذا يخلق حالة من التنافس الضريبي بين الحكومات. ولايات قضائية مختلفة تميل إلى أن تكون ملاذا لأنواع مختلفة من الضرائب، وعلى فئات مختلفة من الناس و/أو الشركات، كما تعرف الملاذات الضريبية الآمنة بأنها الدول أو المناطق التي تمنح إعفاءات أو تخفيضات ضريبية للأثرياء من الأفراد والشركات لجذب الأموال والاستثمارات إليها، وتمنح هذه الملاذات حماية وحصانة للأثرياء من ملاحقات محققي ومحصلي الضرائب الدوليين، إذ يصعب على هؤلاء متابعة أموال الأثرياء التي يمكن أن تكون خاضعة لضرائب كبيرة في بلدانهم الأصلية.
هناك عدة تعاريف للملاذات ضريبية. اعتمدت الإيكونوميست مبدئياً على وصف جيفري كولن باول (المستشار الاقتصادي السابق لجيرسي): «... ما الذي يحدد منطقة باعتبارها ملاذاً ضريبياً هو وجود قيامها ببناء هيكل ضريبي يتعمد الاستفادة من واستغلال ذلك الطلب العالمي للتهرب من الضرائب». تشير الإيكونوميست إلى أن هذا التعريف لا يزال يستبعد عددا من الاختصاصات على أنها ملاذات ضريبية. [1]) وبالمثل، اقترح آخرون أن أي بلد يعدل قوانينه الضريبية لاجتذاب رؤوس الأموال الأجنبية يمكن أن يعتبر ملاذاً ضريبياً) [2] . وفقا لتعريفات أخرى (3) ، فإن السمة الرئيسية للملاذ الضريبي هو تقديم أو توفير قوانين وتدابير أخرى يمكن استخدامها للتهرب من الضرائب أو تجنب قوانين أو أنظمة ولايات قضائية أخرى.
في تقريره الصادر في كانون الأول/ديسمبر 2008 عن استخدام الملاذات الضريبية من قبل الشركات الأمريكية، [4]) لم يستطع مكتب المحاسبة الحكومي الاميركي العثور على تعريف واف للملاذ ضريبي لكنه حدد خمس خصائص ومؤشرات تدل على الملاذات الضريبية منها: ضرائب قليلة أو لا ضرائب نهائياً؛ عدم اتخاذ إجراءات فعالة لتبادل المعلومات الضريبية مع السلطات الضريبية الأجنبية؛ انعدام الشفافية في العمليات التشريعية أو القانونية أو الإدارية.
حجة واحدة لصالح الملاذات الضريبية هي أنها تساعد في الضغط على الدول المتقدمة للحد من معدلات الضرائب.

## تاريخها
في اليونان القديمة، كانت بعض الجزر اليونانية تستخدم كمستودعات بحرية من قبل تجار لتجنب اثنين في المئة من الضرائب التي تفرضها أثينا على السلع المستوردة. في العصور الوسطى. الولايات المتحدة ليست جديدة على عالم الملاذات الضريبية. ففي 1721 ، كانت تجار في المستعمرات الأمريكية يحركون تجارتهم من أمريكا اللاتينية لتجنب الضرائب.
معظم المعلقين الاقتصاديين يشيرون إلى أن أول ملاذ ضريبي حقيقي هو سويسرا، وتليها مباشرة ليختنشتاين. وخلال الجزء المبكر من القرن العشرين، كانت البنوك السويسرية منذ فترة طويلة ملاذا لرؤوس الأموال الهاربة من الاضطرابات الاجتماعية في روسيا، وألمانيا، أمريكا الجنوبية ومناطق أخرى. ولكن، في السنوات التي أعقبت مباشرة الحرب العالمية الأولى، طرح العديد من الحكومات الأوروبية ضرورة فرض الضرائب للمساعدة في دفع الجهود المبذولة لإعادة الإعمار بعد الدمار الذي خلفته الحرب العالمية الأولى. لكن سويسرا، وعلى وجه العموم وبعد أن بقيت على الحياد خلال الحرب العظمى، تجنبت هذه التكاليف الإضافية الخاصة بإصلاح البنية التحتية وبالتالي كانت قادرة على الحفاظ على مستوى منخفض من الضرائب. ونتيجة لذلك، كان هناك قدر كبير من تدفق الرساميل إلى البلاد لأسباب تتعلق بالضرائب. ومن الصعب، مع ذلك، إبراز حدث واحد على وجه الدقة ليشار من خلاله بوضوح إلى الظهور الحديث للملاذات الضريبية.
على الرغم من أن الملاذات الضريبية مرتبطة تقليدياً بالازدهار، كانت هناك أيضا حالات الفشل الملحوظ:
- تمتعت بيروت سابقاً بسمعة الملاذ الضريبي الوحيد في الشرق الأوسط. إلا أن سمعتها تعرضت لضرب حادة بعد انهيار بنك إنترا 1966، [14]) وما تبع ذلك من تدهور سياسي وعسكري في لبنان ودمر الاستقرار اللازم لنجاح الملاذ الضريبي.
- ليبيريا تمتعت بصناعة مزدهرة لتسجيل السفن. وباعتبار أن تسجيل السفن التجارية لا يزال منتشراً بشكل جزئي فيها يمثل شهادة على نجاح أعمالها في وقت مبكر، ولكن سلسلة من العنف الدموي والحروب الأهلية في الـ1990 والـ2000 ألحقت أضراراً بالغة فيها.

## واقع ومستقبل الملاذات الضريبية
الملاذات الضريبية، وعددها حوالي 50 منطقة في العالم حالياً، تحولت إلى حاضنات لنحو عشرة ترليونات دولار من الأصول المالية. وحسب منظمة الشفافية الدولية في فرنسا فإن الملاذات الـ 50 في العالم فيها أكثر من 400 مؤسسة مصرفية، ونحو ثلثي صناديق الاستثمار، ونحو مليوني شركة في العالم. وتضم فيما بينها قرابة عشرة ترليونات دولار، أي ما يعادل 4 أضعاف الناتج المحلي الإجمالي في فرنسا. ويشير آخر التصريحات من المسؤولين الماليين الأوروبيين إلى أن الأجواء السياسية لم تعد تتحمل وجود هذه الملاذات الآمنة بعد الآن. وأن الملاذات الضريبية هي اليوم، دون أدنى شك، على المحك وقد يعدم أغلبها.